# Südkoreanische Frauenfußballmeisterschaft 2016
Die Südkoreanische Frauenfußballmeisterschaft 2016 war der Ligapokal für südkoreanische Vereinsmannschaften der Frauen.
Das Pokalturnier begann am 8. Oktober 2016 mit der ersten Runde und endete am 13. Oktober 2016 mit dem Finale.

## Teilnehmende Mannschaften
Folgende Mannschaften nahmen am Pokal teil:
| WK-League 6 Vereine der WK-League 2016                                                                                      | angemeldetes Team 2 Vereine, die sich anmeldeten |
| - Seoul WFC - Incheon Hyundai Steel Red Angels - Hwacheon KSPO WFC - Icheon Daekyo WFC - Boeun Sangmu WFC - Gumi Sportstoto | - Chungcheongnam-do WFC - Sejong WFC             |

## Austragungsort
Der Pokal wurde in der Stadt Cheonan ausgetragen. Dort nutzte man die Spielfelder des Cheonan-Fußballcenters.

## Pokalrunden

### Viertelfinale
Die Spiele des Viertelfinale fanden am 8. Oktober 2017 statt.
|                       | Ergebnis        |                                  |
| --------------------- | --------------- | -------------------------------- |
| Chungcheongnam-do WFC | 0:4             | Boeun Sangmu WFC                 |
| Icheon Daekyo WFC     | 5:0             | Sejong WFC                       |
| Seoul WFC             | 0:1             | Incheon Hyundai Steel Red Angels |
| Hwacheon KSPO WFC     | 0:0 (4:2 i. E.) | Gumi Sportstoto                  |

### Halbfinale
Die Spiele des Halbfinale fanden am 11. Oktober 2017 statt.
|                                  | Ergebnis        |                   |
| -------------------------------- | --------------- | ----------------- |
| Boeun Sangmu WFC                 | 2:3             | Icheon Daekyo WFC |
| Incheon Hyundai Steel Red Angels | 1:1 (2:3 i. E.) | Hwacheon KSPO WFC |

### Finale
Das Finale fand am 13. Oktober 2017 im Cheonan-Fußballcenter statt.
|                   | Ergebnis |                   |
| ----------------- | -------- | ----------------- |
| Icheon Daekyo WFC | 2:1      | Hwacheon KSPO WFC |